# Боровська Надія Іванівна
Наді́я Іва́нівна Боро́вська (дошлюбне прізвище — Прокопук; нар. 25 лютого 1981) — українська легкоатлетка, яка спеціалізується в спортивній ходьбі.
На національних змаганнях представляє Волинську область та спортивне товариство «Спартак».
Тренується у Волинській обласній школи вищої спортивної майстерності під керівництвом Миколи та Світлани Калиток.
Член національної збірної команди України (з 2004)[джерело?].
Майстер спорту України (2004), майстер спорту України міжнародного класу (2006).
Випускниця Волинського державного університету імені Лесі Українки (2002), на першому курсі якого почала займатись легкою атлетикою. У тому ж університеті навчалася в аспірантурі.

## Спортивні досягнення
Учасниця трьох Олімпіад (2008, 2012, 2016).
Багаторазова учасниця Кубків світу та Європи зі спортивної ходьби.
Багаторазова чемпіонка (загалом — 11 титулів) та призерка національних чемпіонатів у різних дисциплінах ходьби.
Ексрекордсменка України у шосейній ходьбі на 35 км.

## Виступи на Олімпіадах
| Ігри | Місто          | Місце | Дисципліна   |
| ---- | -------------- | ----- | ------------ |
| 2008 | Пекін          | 33    | ходьба 20 км |
| 2012 | Лондон         | 14    | ходьба 20 км |
| 2016 | Ріо-де-Жанейро | 19    | ходьба 20 км |

## Визнання
- Ювілейна медаль «25 років незалежності України» (2016)[3]

## Особисте життя
Одружена, має сина[джерело?].